# Aina Verze
Aina Verze (ur. 1934, zm. 2015) – łotewska polityk, działaczka emerycka i religijna, posłanka na Sejm (2006), przewodnicząca Łotewskiej Federacji Emerytów (LPF).

## Życiorys
W 1953 została absolwentką technikum ekonomicznego w Jēkabpilsie (specjalizacja: księgowość przedsiębiorstw rolniczych). W 1965 ukończyła studia w Łotewskiej Akademii Rolniczej, uzyskując dyplom zootechnika.
W 2006 objęła mandat posłanki na Sejm VIII kadencji z listy Pierwszej Partii Łotwy (LPP). W wyborach w październiku 2006 bez powodzenia ubiegała się o reelekcję jako kandydatka LPP/LC. W 2009 była kandydatką LPP/LC do ryskiego samorządu.
Od kilku kadencji sprawuje funkcję przewodniczącej Łotewskiej Federacji Emerytów (Latvijas Pensionāru federacja, LPF). Pełniła funkcję przewodniczącej komisji rewizyjnej parafii luterańskiej w Jełgawie.